# Cladotoma maculicollis
Cladotoma maculicollis là một loài bọ cánh cứng trong họ Ptilodactylidae. Loài này được Fairmaire miêu tả khoa học năm 1904.